# Katherina Contreras
Pour les articles homonymes, voir Contreras.
Katherina Fernanda Contreras Salazar (née le 5 mai 1990 à Santiago) est un mannequin chilien.

## Télévision

### Programmes
- 2006 : Rojo (TVN) : participante comme danseuse
- 2009-2010 : Yingo (Chilevisión) : participante
- 2010-2012 : Calle 7 (TVN) : participante
- 2013 : Mundos opuestos 2 (Canal 13) : participante

### Autres apparitions à la télévision
- 2013 : Morandé con compañía (Mega) : elle-même (invitée)
- 2013 : Saison 3 de Mujeres primero (La Red) : elle-même (invitée)